# 菖蒲號列車
菖蒲（日语： Ayame */?）號列車是由東日本旅客鐵道（JR東日本）運行於東京站至佐原站之間的特急列車。途經總武本線和成田線。在2015年（平成27年）3月13日取消所有定期班次。
在本條目內，將會記載行走於成田線和鹿島線的優等列車演變。除非特別註明，否則本條目只記述列車廢除前的運行概況。

## 概要
特急「菖蒲」是連接東京與千葉縣東北部、茨城縣鹿行地區之間的特急列車。在成田線成田站至松岸站之間電氣化工程完成後的1975年3月10日起，開設了行走於東京站至鹿島神宮站之間的班次，當時被指定為L特急，共有4個往返班次。在1982年11月，急行「鹿島」1的往返班次併入至「菖蒲」，使「菖蒲」共有5個往返班次。
在1985年3月14日起，佐原站至鹿島神宮站之間區間變為以普通列車型式運行。在1993年7月2日減少2個往返班次。在1994年12月3日再減少2個往返班次。使後來只剩下1個往返班次，並且不再指定為L特急。
在2004年10月16日，為了統一成田線方向的定期特急列車，行走於東京站至成田站之間的「Home Town成田」和行走於東京站至佐原站至銚子站之間的「すいごう」均變更為「菖蒲」。

## 運行概況
在「菖蒲」廢除前，東京站至鹿島神宮站之間，東京站至銚子站之間各有1個往返班次、上行列車於早上出發，下行列車於晚間出發。另外，在佐原站至鹿島神宮站或銚子站之間，所有班次都是變為普通列車（各站停車）。
平日「菖蒲」3號於東京站至佐倉站之間會與「潮騷」17號結併行走。

### 停車站
鹿島神宮站 - 東京站之間
（鹿島神宮站 - 延方站 - 潮來站 - 十二橋站 - 香取站 - 佐原站）- 滑河站 - 成田站 - 佐倉站 - 千葉站 - 錦糸町站 - 東京站

銚子站 - 東京站之間
（銚子站 - 松岸站 - 椎柴站 - 下總豐里站 - 下總橘站 - 笹川站 - 小見川站 - 水鄉站 - 香取站 - 佐原站）- 滑河站 - 成田站 - 佐倉站 - 四街道站 - 千葉站 - 錦糸町站 - 東京站
- （ ）內為普通列車區間，該區間各站停車。
- 只有3號停靠四街道站。

### 使用車輛與編成
所有列車均來自幕張車輛中心所屬的E257系500番台，以5卡編成行走。只有普通車廂自由席，沒有綠色車廂或座位指定席。在臨時列車會連結座位指定席。
另外，一些臨時列車班次、若車輛故障或原本計劃的車輛有所變動的話，「菖蒲」或會使用255系。在這個情況下，列車中只有普通車廂自由席和綠色車廂指定席。
在開始運行當初，「菖蒲」使用183系電動列車以9卡編成行走（當中連結綠色車廂）。在1985年3月14日起不再連結綠色車廂，只有普通車廂以6卡編成。

### 擔當車掌的所屬區所
- 佐倉運輸區（日语：佐倉運輸区）（全線）

## 臨時列車
臨時列車於末端區間不再變為普通列車（停靠潮來站）。另外，臨時列車會停靠定期列車通過的船橋站和津田沼站。「犬吠初日之出號」會停靠新小岩站、市川站和稻毛站。「水鄉」會額外停靠笹川站。「佐原號」、「神崎酒藏節號」停靠酒酒井站（只限2013年）和下總神崎站。另一方面，會有部分臨時列車或會停靠滑河站。
在「菖蒲」取消定期班次後，在臨時列車中再沒有使用「菖蒲」這個名字。（截至2020年2月16日）

### 菖蒲祭
當千葉縣香取市（水鄉佐原菖蒲公園）和茨城縣潮來市（水鄉潮來菖蒲園）舉行菖蒲祭時。在毎年6月的星期六與假日，最多開設2個往返班次。從東京站、大船站到發的班次使用E257系500番台。從新宿站（途經秋葉原站）到發的班次主要使用「New菜花」（485系改裝車廂）等愉快列車（日语：ジョイフルトレイン），在2006年起使用183系。
在2008年前的列車愛稱為「菖蒲祭號」。在2009年起以「菖蒲」的名義運行。在2011年起，只剩下於新宿站到發的1個往返班次，並且使用與定期「菖蒲」班次同樣的E257系500番台。
在2015年3月定期「菖蒲」廢除後，再次使用「菖蒲祭」這列車愛稱。列車方面繼續使用E257系500番台。在2022年使用了E257系500番台和E257系5500番台。
「菖蒲祭」停車站
新宿站 - 秋葉原站 - 錦糸町站 - 船橋站 - 津田沼站 - 千葉站 - 佐倉站 - 成田站 - 佐原站 - 潮來站 - 鹿島神宮站

### 初詣、初日之出臨時列車
在毎年1月1日，為了運送初日之出的旅客前往犬吠埼，便開設了行走於新宿站至銚子站之間的「犬吠初日之出號」。每年的列車名稱、班次數量與行走區間都有相異。從前，列車會從高尾出發，使用松本車輛中心的E257系0番台，現時使用E257系500番台。該列車只有單程服務。
此外在毎年12月31日，為了運送初詣客前往成田山新勝寺，便開設了「成田山初詣號」。在2011年度起再沒有開辦。在過去，該列車設有回程班次，回程班次在1月1日出發。該列車使用成田特快專用的JR東日本253系電力動車組。另外在過去曾經開設「一起去犬吠初日之出號」和從成田出發前往銚子的快速「銚子初日之出號」。

### 佐原夏祭號、佐原秋祭號
在毎年7月和10月舉行佐原之大祭期間會開設臨時列車。在7月，由於佐原之大祭與成田祇園祭同日舉行，因此當時會有旅行團乘坐臨時列車前往「佐原之大祭」和「成田祇園祭」。
有一段時期，臨時列車班次名稱會使用「菖蒲」。在2011年起回到使用「佐原秋祭號」。另一方面，夏祭的臨時列車在2011年至2016年之間沒有開辦，在2017年起以「佐原夏祭號」的列車愛稱重開。現時，這些臨時班次使用E257系500番台行走。
「佐原夏祭號、佐原秋祭號」停車站
新宿站 - 秋葉原站 - 錦糸町站 - 船橋站 - 津田沼站 - 千葉站 - 佐倉站 - 成田站 - 佐原站

### 佐原·鹿島號、神崎酒藏節號
在「從車站起徒步」的舉行當天、菖蒲祭和佐原之大祭以外的觀光季節時會開設該臨時列車。在2013年，酒酒井Premium Outlets開幕，為了前往該處的購買客，臨時列車於當年會停靠酒酒井站。
在毎年3月於神崎町舉行「發酵之里神崎酒藏節」（日语：／）。在舉辦當天會開設「佐原號（神崎酒藏節號）」。在2014年起，該臨時班次改名為「神崎酒藏節號」。在2015年3月，「菖蒲」定期班次廢除後仍然運行。在定期班次廢除後僅2日，於2015年3月15日開設了「神崎酒藏節號」。在2022年起開設「佐原·鹿島號」，行走於新宿至鹿島神宮之間。
「神崎酒藏節號」停車站
兩國站 - 錦糸町站 - 船橋站 - 津田沼站 - 千葉站 - 佐倉站 - 成田站 - 下總神崎站 - 佐原站
「佐原·鹿島號」停車站
新宿站 - 秋葉原站 - 錦糸町站 - 船橋站 - 津田沼站 - 千葉站 - 佐倉站 - 成田站 - 滑河站 - 下總神崎站 - 佐原站 - 鹿島神宮站

### 北總江戶紀行
為了日本遺產「北總四都市江戶紀行」，開辦了直通至成田、佐原的列車。在2018年起，該列車行走於新宿站至佐原站之間。
停車站
新宿站 - 秋葉原站 - 錦糸町站 - 船橋站 - 津田沼站 - 千葉站 - 佐倉站 - 成田站 - 滑河站 - （下總神崎站）- 佐原站
運転日
2018年1月20日～3月14日の土休日
2019年2月3日、9日、10日、16日、23日、3月2日、9日、10日
2020年2月22日、3月7日、14日
2021年3月6日、21日、28日
2022年2月11日、3月11日
使用車輛
E257系5500番台（全車指定席）

### 其他列車

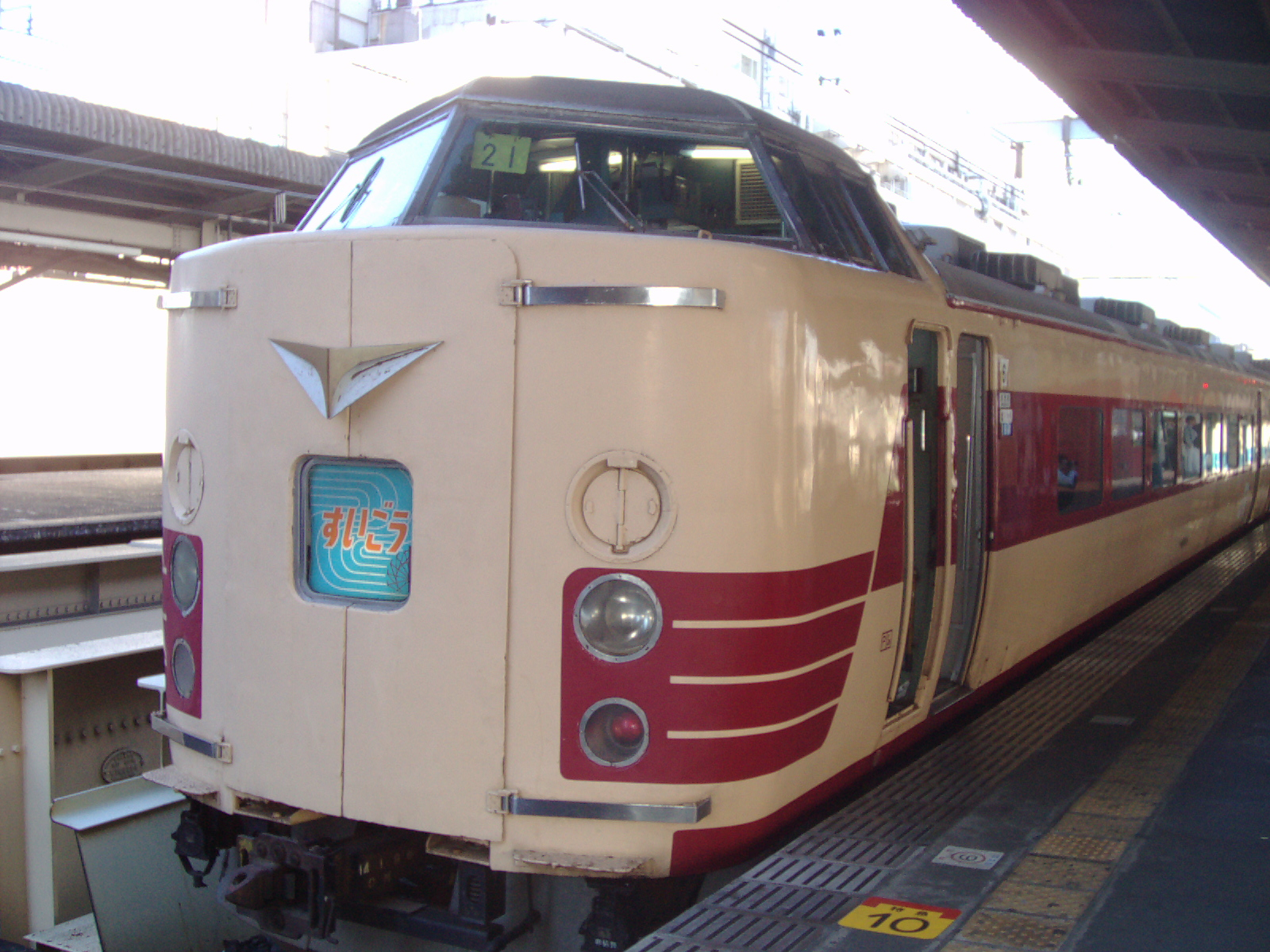
183系「水鄉」

菖蒲101、102號
在2007年4月14日，於舉行成田太鼓祭之際開設該班次，行走於東京至成田之間，全車為指定席。
大波斯菊號
1998年9月，在觀賞大波斯菊最佳時間開辦該班次。
野餐菖蒲號
在1994年9月 - 11月和1995年4月 - 11月之間的星期六及假日行走。
水鄉
在2008年1月尾至3月尾和2009年2月至3月尾之間的星期六及假日行走，這些班次行走於新宿站至銚子站之間。
「水鄉」使用485系「New菜花」車輛。該班次是急行「水鄉」以特急列車的形態行走。而重開的「水鄉」實際上是快速列車，全車為指定席。在2009年起，部分車廂變為綠色車廂（地毯座位）。
小江戶佐原號
在2011年3月的星期六及假日行走，這些班次行走於新宿站至佐原站之間。
車輛方面使用E257系500番台。「小江戶佐原號」為快速列車，全車為指定席。錦糸町站至千葉站之間停靠總武快速線相同停車站。在3月12日下行列車班次改為前往香取。受到東日本大震災的影響，於3月11日以後，所有列車暫停服務。
步行成田、佐原號
在2017年3月的星期六及假日行走，這些班次行走於新宿站至佐原站之間（在同一時期，於「成田太鼓祭」舉行期間也會在4月中旬行走）。而實際上是「小江戶佐原號」於6年後重開。
與「小江戶佐原號」同樣為快速列車，使用E257系500番台行走，全車為指定席。停車站基本上相同，但是上述提及會停靠最近酒源井Premium Outlets的車站酒酒井站。在舉行上述提及的「發酵之里神崎酒藏節」當日加停下總神崎站。

## 成田線、鹿島線優等列車演變
- 1933年（昭和8年） - 1935年（昭和10年）：於當年的5、6月之星期日開設新綠列車「水鄉旅遊號」，行走於兩國站至佐原站之間，來回車票每人3日圓。
- 1954年（昭和29年） - 結束日不詳：為了前往水鄉的釣魚客。於當年的3、4月之星期日及假日開設了「銀麟號」，行走於上野站 - 水鄉站（途經常磐線我孫子站），以及行走於兩國站至水鄉站之間。
- 1955年（昭和30年）
  - 1月1日：開設臨時快速「成田號」，使用KiHa10系（日语：国鉄キハ10系気動車）行走。行走於新宿站至成田站之間，共有7個往返班次。
  - 4月17日：於假日開設臨時快速「房總之假日號」，行走於新宿站至成田站至佐原站至銚子電氣鐵道外川站之間[8]。
- 1961年（昭和36年）10月1日：行走在總武本線的準急「房總」（1958年7月至11月之間名為「犬吠」）不再於千葉站進行分離和結併作業。與總武本線方向的列車分離，行走於新宿站、兩國站至銚子站（途經總武本線成東站）之間的準急名為「總武」。成田線首架優等列車是「總武」於佐倉站進行分離和結併作業後，於佐原站到發的臨時準急班次，共2個往返班次。
- 1962年（昭和37年）
  - 4月16日：於佐原站到發的臨時準急變為定期列車。
  - 10月1日：「總武」的列車名稱進行變更。佐倉站以東區間為途經總武本線的列車被改名為「犬吠」，途經成田線的列車則名為「水鄉」。增加於小見川站到發的2個往返班次。
- 1964年（昭和39年）10月1日：「水鄉」的1個往返班次延長至小見川站到發。
- 1965年（昭和40年）10月1日：「水鄉」的1個往返班次延長至銚子站到發。
- 1966年（昭和41年）3月5日：「水鄉」升級為急行列車。
- 1970年（昭和45年）10月1日：鹿島線香取站至鹿島神宮站之開業，「水鄉」5個往返班次改於鹿島神宮站到發（列車會在佐原站進行分離和結併作業，而佐原站至鹿島神宮站之間以普通列車行走）。
- 1972年（昭和47年）7月15日：「水鄉」的4個往返班次於鹿島神宮站到發。而原本與「犬吠」結併的2個往返班次變為單獨行走。

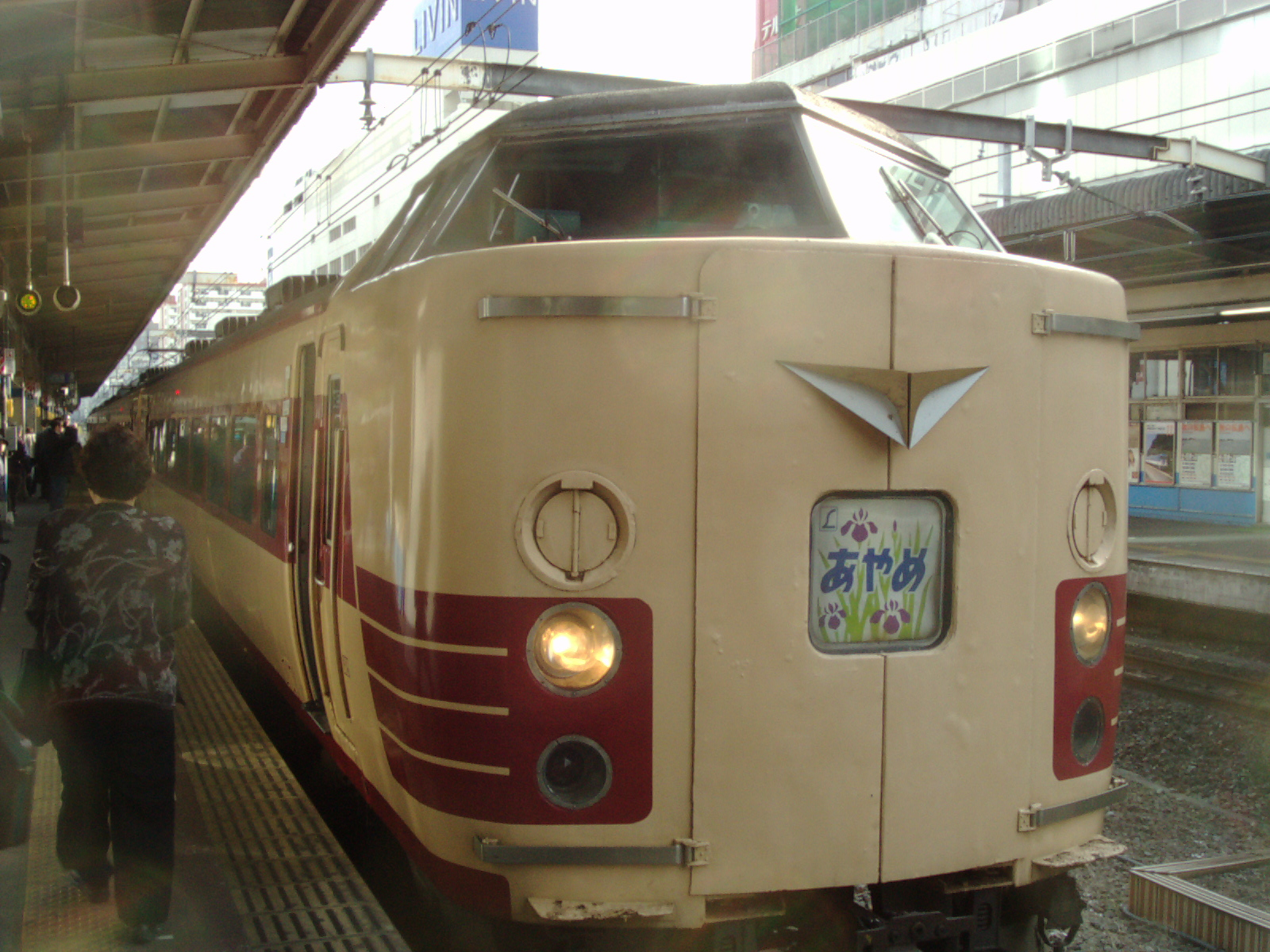
在錦糸町站停靠中的183系「菖蒲」
（2005年11月）

- 1975年（昭和50年）3月10日：成田線成田站至松岸站之間電氣化，同時實施時間表修正（日语：1975年3月10日国鉄ダイヤ改正），設有以下變更：
  1. 開設行走於東京站至鹿島神宮站之間的L特急「菖蒲」，共有4個往返班次。
  2. 作為「菖蒲」的輔助列車，開設行走於新宿站、兩國站至鹿島神宮站之間的急行列車「鹿島」，共有2個往返班次（當中1個往返班次為季節列車）。
  3. 急行「水鄉」改用電動列車。該列車當時行走於兩國站至銚子站之間，共有2個往返班次。
    - 急行列車使用153系（日语：国鉄153系電車）或165系，以7卡編成行走。
- 1982年（昭和57年）11月15日：實施時間表修正（日语：1982年11月15日国鉄ダイヤ改正），設有以下變更：
  1. 急行「鹿島」1個往返班次編入特急「菖蒲」[9]。使「菖蒲」5個往返班次中，設有於新宿站、兩國站到發的列車班次。
  2. 行走於兩國站至佐原站至銚子站之間的急行「水郷」升級至特急「水郷」[9]。使用183系電動列車以6卡編成（沒有綠色車廂）行走[9]。
  3. 停車站：兩國 - 錦糸町 - 千葉 - 成田 - 滑河 - 佐原 - 小見川 - 笹川 - 下總豐里 - 銚子
- 1985年（昭和60年）3月14日：實施時間表修正（日语：1985年3月14日国鉄ダイヤ改正），設有以下變更：
  1. 上行1班「水鄉」改為前往東京站[9]。同時在佐原站至銚子站之間變為普通列車[9]。
  2. 「菖蒲」在佐原站至鹿島神宮站之間變為普通列車。同時不再連結綠色車廂，只有普通車廂並以6卡編成行走[9]。
- 1986年（昭和61年）11月1日：下行1班「水鄉」改從東京站出發[9]。
- 1988年（昭和63年）3月13日：「水鄉」和「菖蒲」不再於兩國站到發[10]。「水鄉」所有班次於東京站到發[10]。使再沒有總武本線系統列車於兩國站到發。
- 1991年（平成3年）3月19日：隨著特急「成田特快」開始運行而提速。東京站至佐原站之間的最快班次，由需時88分鐘縮短至80分鐘。
- 1993年（平成5年）7月2日：由於客量減少，設有以下變更[11]：
  1. 日間的「菖蒲」2個往返班次與「水鄉」1個往返班次被廢除[11]。使「菖蒲」再沒有於新宿站到發的班次。自此，「菖蒲」只剩下3個往返班次，「水鄉」只剩下1個往返班次[11]。
  2. 關於替代服務，開設了行走於成田至鹿島神宮之間的快速列車，共有2個往返班次[11]。
- 1994年（平成6年）12月3日：由於客量減少，設有以下變更[12]：
  1. 「菖蒲」2個往返班次被廢除，只剩下1個往返班次[12]，並且不再成為L特急。成為了繼東北本線「新特急（日语：新特急）那須野」後第2個取消L特急的特急（而JR東日本在2002年取消稱呼L特急）。
  2. 關於替代服務，開設了1個往返班次的快速列車[12]。
  3. 「水鄉」下行列車以佐原為終點站[12]。
  4. 開設特急「Home Town佐倉」，從東京出發前往佐倉[12]。

  - 使「菖蒲」和「水鄉」各自於早上設有上行1班，晚上設有下行1班。列車性質與「Home Liner」相近。另外在1995年3月尾前，設有每日行走於東京站至佐原站之間的「菖蒲」93、94號[12]。因此東京站至佐原站之間實際上設有3個往返班次。
- 1995年（平成7年）12月1日：「Home Town佐倉」延長至前往成田。名稱改為「Home Town成田」[9]。
- 2002年（平成14年）11月24日：隨著165系結束營運，開設復活班次急行「鹿島」。
- 2004年（平成16年）10月16日：「Home Town成田」、「水鄉」的列車名稱統一改為「菖蒲」[2]。
- 2005年（平成17年）12月10日：實施時間表修正，設有以下變更：
  1. 「菖蒲」1號改為前往成田，並且改為逢星期六與假日暫停服務。
  2. 增加1班下行列車，從東京出發經成田線前往銚子（東京站至佐倉站之間與「潮騷」15號結併）。
  3. 「菖蒲」所有列車改用E257系500番台行走，同時全車實施禁煙。
- 2007年（平成19年）3月18日：實施時間表修正，設有以下變更：
  1. 「菖蒲」1號加停四街道站。
  2. 「菖蒲」3號改為前往鹿島神宮。
- 2009年（平成21年）3月14日：實施時間表修正，設有以下變更：
  1. 「菖蒲」1號的行走區間縮短為東京站至佐倉站之間，並編入至「潮騷」。
  2. 「菖蒲」5號（舊7號）減至5卡編成。
- 2010年（平成22年）
  - 3月13日：實施時間表修正，「菖蒲」3號於東京出發的時間延後，與「潮騷」17號的連結順序掉轉（「菖蒲」變為1至5號車廂）。
  - 12月4日：實施時間表修正，於東京在晚上10出發的「菖蒲」5號被廢除。替代服務為增加通勤快速班次，原本通勤快速在晚上9時時段完結。另外，「潮騷」17號改為只於平日服務，因此星期六及假日的「菖蒲」3號會單獨行走。
- 2014年（平成26年）1月1日：特急「菖蒲」的車內販賣服務中止。於前日的「菖蒲」2號是最後一次營業。
- 2015年（平成27年）
  - 3月13日：「菖蒲」被廢除[1]。
  - 3月14日：實施時間表修正，設有以下變更：

  1. 定期券專用月票（區間變更）：2015年2月14日前發售的區間為「東京、新宿 ⇔ 佐倉～八日市場、佐原」→ 2015年2月15日以後發售的區間為「東京、新宿 ⇔ 佐倉～八日市場」[13]。
  2. 定期券專用月票（結止發售：於2015年2月14日終止發售，使用限期至2015年3月13日）：千葉 ⇔ 橫芝、滑河[13]。
  3. 房總收用回數券（日语：房総料金回数券）（指定席專用、自由席專用）區間縮短[13]。原本設有滑河、佐原到發的選項，但是特急列車「菖蒲」廢除後，上述車站再沒有特急停靠。

## 注腳
1. 1 2  早川健人(2015年3月14日). “特急「あやめ」:最後の運行 県内と東京、40年間結び−−JR東日本”. 毎日新聞 (毎日新聞社)
2. 1 2  . RAIL FAN (鉄道友の会). 2005年1月号, 52 (1): 22 （日语）.
3. ↑  夏の増発列車のお知らせPDF（日語） - 東日本旅客鐵道 新聞稿 2017年5月20日
4. ↑  春の増発列車のお知らせPDF（日語） - 東日本旅客鐵道 新聞稿 2015年1月23日
5. ↑  春の増発列車のお知らせ （页面存档备份，存于）（日語） - 東日本旅客鐵道株式會社千葉分社 2018年1月19日
6. ↑   (PDF). JR東日本.   [2022年11月7日]. （原始内容存档 (PDF)于2022年11月7日） （日语）.
7. ↑  春の増発列車のお知らせ （页面存档备份，存于）（日語） - 東日本旅客鐵道株式會社千葉分社 2017年1月20日
8. ↑  有關開始運輸日，於《鐵道畫刊》 No.605（1995年5月號）（作者：白土貞男）提及，文獻記載是在1956年1月20日開始運行，指的是於時間表修正後首份中出現了該列車。在1958年夏季，該列車與途經房總東線前往安房鴨川的列車結併。在1960年10月尾不再駛入銚子電氣鐵道。
9. 1 2 3 4 5 6 7 8  《特急10年》 p.196
10. 1 2  《特急10年》 p.33
11. 1 2 3 4  《特急10年》 pp.86-87
12. 1 2 3 4 5 6  『特急10年』 pp.99-101
13. 1 2 3   (PDF) (新闻稿). 東日本旅客鉄道. 2014-12-22  [2014-12-24]. （原始内容存档 (PDF)于2023-03-09） （日语）.